# Bridge Media
«Bridge Media» — группа компаний, являющийся крупнейшим производителем популярных музыкальных телеканалов в России и странах СНГ. В состав компании входят девять музыкальных телеканалов, каждый из которых ориентирован на определённую категорию телезрителей.

## История
Компания ведёт свою историю с 11 марта 2004 года, когда её основатели Валерий Кушников, Игорь Чуев и Федор Стрижков решили создать новый музыкальный телеканал. Изначально идея пришла в голову Валерию Кушникову, который в то время занимался продюсированием группы «Бридж», которая, несмотря на то, что её солистками были экс-участницы группы «Стрелки» — Светлана «Гера» Бобкина и Мария «Марго» Бибилова, никак не могла пробиться в эфир музыкальных каналов. Поэтому было принято радикальное решение создать свой телеканал, названный в честь музыкальной группы — «Bridge TV». Он впервые вышел в эфир 1 июня 2005 года.
Изначально «Bridge TV» запустился с акцентом на жанр евро-поп. Это решение оказалось верным и быстро привлекло широкую аудиторию. Его создатели поняли, что для дальнейшего развития проект требует полного погружения, а потому решили отказаться от продюсирования музыкальной группы.
23 августа 2005 года, по словам первых руководителей (основателей), на канале планировалось запустить ряд программ связанные с шоу-бизнесом, туризмом, клубной жизнью и со всем, что интересно целевой аудитории 14-27 лет. Однако, из-за смены руководства, вышеприведенное не было осуществлено после новогодних праздников 2008 года.
16 декабря 2006 года в эфире был запущен SMS-чат с диджеями канала. Зрители могли с ними общаться в режиме онлайн и заказывать клипы. Он просуществовал до 1 октября 2013 года.
С декабря 2007 года ассортимент представленных на «Bridge TV» жанров расширился: добавились рок, ритм-н-блюз, рэп, ретро-музыка. Также на канале появился хит-парад и тематические блоки. Одними из первых стали «Baby Time», «Bridge in Time» и «Bridge to Nightlife».
1 мая 2009 года был основан познавательный телеканал о путешествиях и туризме «Russian Travel Guide», позднее выведенный из состава холдинга.
26 июля 2010 года был запущен второй музыкальный телеканал — «Rusong TV», ориентированный на аудиторию 10-90 лет. В его эфире собраны лучшие российские клипы всех времен и музыкальных направлений популярной музыки, а также различные музыкальные программы. С момента его запуска, как и у родственного «Bridge TV» работал SMS-чат и тематические блоки, адаптированные под российскую музыку: «Baby Time», «Bridge in Time» и «Bridge to Nightlife».
В 2013 году были запущены два новых телеканала — 15 марта — «Dange TV» с танцевальными видеоклипами и 1 ноября — «Topsong TV», в котором изначально транслировались клипы, не ротируемые на других российских телеканалах.
30 ноября 2015 года телеканал «Topsong TV» сменил музыкальную концепцию вещания и стал транслировать зарубежные клипы из золотой коллекции XX века и 2000-х годов. В SMS-чате часто возникали запросы на ретро-музыку, которую приходилось искать в зарубежных каталогах и покупать у правообладателей. Таким образом, была собрана уникальная коллекция ретро-хитов, популярных именно в России. На телеканале собраны песни, которые востребованы отечественными зрителями.
1 сентября 2016 года «Bridge Media» начала ребрендинг и перезапуск телеканалов: 1 ноября 2016 года телеканал «Bridge TV» перешёл на широкоэкранный формат вещания 16:9, 15 ноября 2016 года телеканал «Topsong TV» сменил название на «Bridge TV Classic», а 29 ноября 2016 года «Dange TV» был переформатирован в «Bridge TV Dance». Формат последнего телеканала был изменён — его эфир состоял из клипов, которые объединены одной общей идеей — танцы с красивой и оригинальной хореографией. Чуть позднее, 27 декабря 2016 года на формат 16:9 перешёл телеканал «Rusong TV» (в этот же день в 14:00 SMS-чат этого телеканала прекратил свою работу).
1 ноября 2016 года был запущен телеканал «Bridge HD», вещающий в формате высокой чёткости и состоящий из популярных отечественных и зарубежных видеоклипов (изначально запуск планировался 25 июня 2007 года под названием «BridgeBerg»).
В январе 2017 года совладелец «Русснефти» Михаил Гуцериев приобрел 75 % компании.
В 2017—2019 годах в Турции проводился международный музыкальный фестиваль «RUSONG TV NEED FOR FEST» (позже переименованный в «BRIDGE TV NEED FOR FEST»).
11 сентября 2017 года телеканал «Rusong TV» сменил название на «Bridge TV Русский хит».
16 апреля 2018 года был представлен новый слоган — «This is Music».
3 июня 2019 года телеканал «Bridge TV Dance» был переименован «Bridge TV Hits», а его формат изменён в сторону зарубежных и отечественных хитов современности.
3 сентября 2019 года на частоте телеканала «Bridge HD» началось вещание телеканала «Bridge TV Deluxe» — некоммерческий имиджевый проект в HD-формате, эфир которого ориентирован на поклонников джаза и инди-исполнителей.
До недавнего времени[какого?] в каталоге компании не было каналов, которые бы охватывали крайние стороны целевой аудитории — молодёжь старше 18-21 года, зрителей старше 90 лет и младше 10. Но и этот пробел был устранён после запуска 1 октября 2020 года канала «Bridge Шлягер», посвящённому советской и российской эстрадной музыке и шансону, а 1 декабря 2021 года — «Bridge Фрэш», посвящённый свежей молодёжной музыке на русском языке. Появление телеканала «Bridge Шлягер» стало одним из самых успешных запусков среди всех музыкальных телеканалов на рынке России.
В сентябре 2021 года было представлено мобильное приложение для iOS, которое позволяет смотреть прямые эфиры телеканалов «Bridge Media». В нём также доступны новости музыкальной индустрии, анонсы передач и Топ-10. Разработчиком приложения выступил сооснователь и бывший директор компании «Bridge Digital» (закрытое подразделение «Bridge Media») Алексей Бабак.
18 марта 2022 года началось вещание телеканала «Bridge Hits» в стандарте высокой чёткости (HD).
1 октября 2022 года холдинг запустил детский музыкальный телеканал «Baby Time», изначально существовавший как музыкальный блок на телеканалах «Bridge TV» и «Bridge TV Русский хит». Он ориентирован на детскую аудиторию. С его появлением компания закрыла все направления популярных музыкальных форматов для всех возрастных групп. Подаваться в классическую или народную музыку «Bridge Media» не собиралась, поэтому с расширением линейки музыкальных телеканалов компания остановилась.
14 марта 2023 года (изначально планировалось запустить 21 марта) вместо телеканала «Bridge Фрэш» началось вещание телеканала «Bridge Rock». На нём транслируется преимущественно зарубежная рок-музыка 70-х, 80-х, 90-х, 2000-х годов, а также современных рок-исполнителей. Часть эфира отведено отечественным рок-легендам.
19 июля 2023 года телеканал «Bridge Фрэш» возобновил вещание на отдельной частоте по просьбам и требованиям зрителей и операторов.
В августе 2023 года телекомпания «Bridge Media» начала сотрудничество с компанией «SanPorto».
В апреле 2024 года телекомпания «Bridge Media» начала сотрудничество с университетом «Синергия».
В конце сентября 2024 года телекомпания «Bridge Media» запустила познавательный канал «Вкус».
26 ноября 2024 года началось вещание телеканала «Bridge Этно».

## Телеканалы
- «Bridge» — телеканал зарубежных клипов современности.
- «Bridge Русский хит» (ранее — «Rusong TV») — телеканал отечественной музыки.
- «Bridge Hits» — телеканал главных хитов музыкальных чартов (доступен также в HD)[11].
- «Bridge Classic» (ранее — «Topsong TV») — телеканал мировых хитов, ставших классикой[7].
- «Bridge Deluxe» — телеканал роскошной музыки мирового класса в формате HD[12].
- «Bridge Шлягер» — телеканал классики советской и российской эстрады[13]
- «Baby Time by Bridge» — телеканал для самых маленьких зрителей[17]
- «Bridge Rock» — телеканал рок-музыки (доступен также в HD)[18].
- «Bridge Фрэш» — телеканал молодёжной отечественной музыки (доступен также в HD). Ранее вещал с 1 декабря 2021 года по 14 марта 2023 года и заменён на «Bridge Rock». 19 июля этого же года телеканал возобновил вещание[14].
- «Вкус» — познавательный телеканал (доступен также в HD)[21].
- «Bridge Этно» — телеканал этнической музыки является ее принадлежность к определенному народу или региону. (доступен также в HD)[22].

### Каналы-партнёры
- «Russian Travel Guide» — телеканал о неизведанных местах, культурном и географическом богатстве России (доступен в международной версии под названием «RTG International»)[4][5].

### Закрытые
- «Bridge TV Dance» (ранее — «Dange TV») — телеканал клипов с хореографией. Заменён на «Bridge Hits»[11].
- «Bridge HD» — музыкальный телеканал в формате HD. Вещал с 1 ноября 2016 по 2 сентября 2019 года. Заменён на «Bridge Deluxe»[12].
- «Bridge TV Qazaqstan» — казахский музыкальный канал, чья сетка наполнена качественными российскими и казахскими клипами, концертами, программами музыкального и развлекательного характера. Вещал с 1 декабря 2019 по 30 ноября 2021 года.
- «Russian Travel Guide HD» — телеканал о неизведанных местах, культурном и географическом богатстве России в формате HD. Вещал с 1 августа 2013 по 21 июня 2025 года.

### Незапущенные
- «World Travel Guide» — аналог канала «Russian Travel Guide», на котором должны выходить программы о путешествиях по миру. Планировался к запуску в начале 2010-х годов.
- «Bridge TV Dream» — канал, специализированный на спокойной и умиротворяющей музыке. Планировался к запуску в 2017 году, позже он был перенесён на 2018 год, но он так и не вышел в эфир[23][24].

## Программы
- «Baby Time» — музыкальные мультфильмы и клипы для детей. Выходила на каналах «Bridge» (с декабря 2007 года по ноябрь 2020 года) и «Bridge Русский хит» (с момента его основания и до ноября 2020 года). 1 октября 2022 года данный блок снова вернулся в эфир, но уже в виде телеканала.
- «Bridge Чарт» — десятка лучших зарубежных хитов недели. Выходит на канале «Bridge» (с июля по сентябрь 2021 года —также на «Bridge Hits»).
- «Hot & Spicy» — десятка лучших зарубежных хитов недели. Выходит на каналах «Bridge» и «Bridge Hits».
- «Bridge In Time» — популярные клипы прошлых десятилетий 60-х, 70-х, 80-х, 90-х и 2000-х годов. Выходит на каналах «Bridge» (с февраля 2008 года), «Bridge Русский хит» (с момента его основания).
- «Самый Русский Хит» (Хит-Парад) — двадцатка лучших российских хитов недели по версии радиостанции «Русский хит». Выходит на канале «Bridge Русский Хит».
- «Лайм Тайм» (до 13 октября 2023 — «Lime Time») — десятка лучших молодёжных хитов недели. Выходит на телеканалах «Bridge Фрэш», «Bridge Русский Хит» и «Bridge Hits».
- «Bridge To Nightlife» — лучшие танцевальные клипы и передачи о танцевальных мероприятиях. Раннее также позиционировался как клубное шоу при поддержке телеканала до 2012 года Выходит на канале «Bridge» (с 14 апреля 2008 года по 15 августа 2019 года и с 1 апреля 2022 года).
- «Retro Dance» — лучшие танцевальные хиты 80-х, 90-х и 2000-х годов. Выходит на каналах «Bridge» (с 15 июня 2010 года) и «Bridge Русский Хит» (под названием «Russian Retro Dance»).
- «Rock Party Time» — изначально это был блок клипов различных направлений рока разных времен. В 2019—2020 годах программа претерпела изменения: в ней появился ведущий Игорь Лобанов, который рассказывал об истории рока, а количество клипов сократилось в среднем до трёх. Выходила на каналах «Bridge» (с 24 ноября 2013 года), «Bridge HD», «Bridge Classic» (с 3 июля 2012 года по сентябрь 2020 года) и «Bridge Rock».
- «Bridge News» — новости шоу-бизнеса. Выходит с 1 сентября 2013 года. С марта 2020 по февраль 2022 года выходила под названием «Агентство хороших новостей».
- «Star Time» — специальные выпуски, посвященные различным артистам в их день рождения. Выходила на каналах «Bridge» и «Bridge Classic» (с 1 сентября 2013 года по 10 мая 2020 года). С 26 июля 2023 года выходит только на канале «Bridge Rock».
- «K-Pop» — корейские поп-клипы. Выходила на каналах «Bridge», «Bridge HD» и «Bridge Dance/Hits» (с 1 февраля 2017 года по 19 октября 2020 года). С июля 2023 года выходит в виде рубрики на канале «Bridge Фрэш».
- «Рок Миксер» — зарубежные и российские рок-клипы. Выходит на канале «Bridge Rock».
- «Wake Up Call» — порция бодрящей и энергичной музыки. Выходит на каналах «Bridge», «Bridge Русский Хит» и «Bridge Classic». До 2022 года также выходила на канале «Bridge Hits».
- «Movie Time» — саундтреки легендарных советских и российских фильмов. Выходит на каналах «Bridge Русский Хит» и «Bridge Шлягер».
- «Happy Cherries» — музыка, которая подарит вишнёвое настроение. Выходит на каналах «Bridge Русский Хит», «Bridge Classic», «Bridge Этно» и «Bridge Rock», но с 3 января «Bridge Deluxe» больше не выходит в эфире (Без заставки программ).
- «Lounge Time» — лёгкая фоновая музыка, создающая расслабляющую атмосферу. Выходит на канале «Bridge Classic».
- «Рок Чарт» (до 13 октября 2023 — «Rock Chart») — Топ 10 популярных рок-хитов современности. Выходит на канале «Bridge Rock»
- «Wake Up Hits» — Топ 20 самых популярных российских хитов, которые смотрели зрители по утрам. Должна была выходить на каналах «Bridge TV» и «Dange TV» с июля 2013 по 2 февраля 2015 года.